# Елевтерохори (дем Пела)
Вижте пояснителната страница за други значения на Елевтерохори.
Елевтерохори (на гръцки: Ελευθεροχώρι, катаревуса: Ἐλευθεροχῶριον, Елевтерохорион) е село в Егейска Македония, дем Пела на област Централна Македония. Населението му е 883 души (2001).

## География
Селото е разположено на 90 m надморска височина в южните склонове на планината Паяк (Пайко) на 10 km северно от град Енидже Вардар (Яница).

## История
Селото е основано от гърци бежанци в 1924 година близо до някогашното българско село Железово на височина от 360 m. За пръв път се споменава на 10 ноември 1925 година в заповед за включеването му в състава на община Енидже Вардар. В 1928 година селото е представено като смесено местно-бежанско с 50 бежански семейства и 148 души бежанци.
През зимата на 1944 година е изгорено от германските окупационни войски. Населението му се разселва по полските села. По-късно селото е обновено по-ниско на юг от старото.
| Година    | 1913 | 1920 | 1928 | 1940 | 1951 | 1961 | 1971 | 1981 | 1991 | 2001 | 2011 | 2021 |
| --------- | ---- | ---- | ---- | ---- | ---- | ---- | ---- | ---- | ---- | ---- | ---- | ---- |
| Население |      |      | 173  | 234  |      |      | 1    | 15   | 27   | 93   | 183  | 150  |